# PENTAVISION
『PENTAVISION』（ペンタビジョン）は韓国のゲーム開発・販売会社。代表者は『チャ・スンフィ（차승희）』。

## 概要
韓国のゲーム開発会社『Amuse World』と、その系列子会社のゲーム開発会社『Family Production（後Family Works）』のEZ2DJ開発スタッフの一部が独立し、Windows用のオンラインゲーム『DJMAX Online』を製作する為に設立した株式会社。PENTAVISIONとして独立後は、『EZ2DJ PLATINUM』の開発に携わったのを最後に、Amuse Worldとの関わりは無くなっている。
2006年4月、PENTAVISIONの株式の全てを韓国のNeowiz Corporationが取得したことにより、Neowiz Corporationの子会社となった。
2010年8月24日、アメリカのPipeline Gamesと合併し、Pentavision Globalを設立。アメリカの販売拠点として設立された。
2012年4月、TECHNIKA TUNE、日本版TECHNIKA2のリリースをもってNeowiz Mobileと合併、会社としての形態は消滅し、『PENTAVISION STUDIO』としてNeowiz Mobileの携帯用ソフト開発の一部門となった。2013年4月にNeowiz Games(現:Neowiz)がNeowiz Mobileと合併し、PENTAVISION STUDIOも消滅した。
また、2013年8月に代表取締役であったチャ・スンフィらが独立して『Nurijoy』を設立し、「BEATCRAFT CYCLON」等の製作を行っている。また、PENTAVISIONの創業メンバーであったシン・ボングン、イ・ジョンホンとNeowiz Corporationの元代表取締役がPNIX GAMEを設立し、HIGH5等のゲームを製作を行っている。また、DJMAXシリーズのリードプログラマーのFeeelsとアートディレクターのPANAXが、アメリカでDJMAX FeverやPortable 3、TECHNIKAの販売を行っていたPM Studiosに入社し、Nurijoyと共同開発でSuperbeat: XonicやChef Curryの開発を行っている。

## 代表作
- DJMAX Online（Windows オンライン音楽ゲーム 2004年6月サービス開始、2008年3月21日サービス終了）
- DJMAX Mobile（携帯電話用コンテンツ 音楽ゲーム 配信終了）
- DJMAX Portable（PSP 音楽ゲーム 2006年1月14日発売）
- DJMAX Portable International（PSP 音楽ゲーム 2006年10月27日発売）
- DJMAX Portable 2（PSP 音楽ゲーム 2007年3月30日発売）
- S4 League（Windows オンラインTPSスポーツゲーム 2007年7月25日テスト開始）
- DUELGATE（Windows オンラインアクションRTS 2007年10月17日テスト開始）
- DJMAX TECHNIKA（アーケードゲーム 音楽ゲーム 2008年8月15日ロケテスト開催）
- DJMAX Fever（PSP 音楽ゲーム 北米向けタイトル 2009年1月27日発売）
- DJMAX Portable : Clazziquai Edition（PSP 音楽ゲーム 2008年10月16日 発売予定）
  - DJMAXシリーズでは初めてメジャーシーンのアーティストを主軸にした作品。
- DJMAX Portable : Black Square（PSP 音楽ゲーム 2008年12月24日発売）
- DJMAX Portable 3
- DJMAX TECHNIKAシリーズ
- DJMAX TECHNIKA TUNE
- DJMAX RAY（iOS 音楽ゲーム 2012年9月28日配信）